# Carl-Ehrenfried Carlberg
Carl-Ehrenfried Carlberg (* 24. Februar 1889 in Stockholm; † 22. Januar 1962 ebenda) war ein schwedischer Turner und Nationalsozialist.

## Erfolge
Carl-Ehrenfried Carlberg, der für den Verein Göteborgs GF turnte, nahm 1912 an den Olympischen Spielen in Stockholm teil. Bei diesen gehörte er zur schwedischen Turnriege im Wettbewerb, der nach dem sogenannten schwedischen System ausgetragen wurde. Dabei traten insgesamt drei Mannschaften an, die aus 16 bis 40 Turnern bestehen und während des einstündigen Wettkampfs gleichzeitig antreten mussten. Es wurden die Ausführungen der geturnten Übungen an den Geräten bewertet, aber auch das Verlassen und der Wechsel der Geräte sowie der Einmarsch zu Beginn. Das Gesamtergebnis war ein Durchschnittswert der Ergebnisse aller Turner. Neben den Schweden traten auch Turnriegen aus Norwegen und Dänemark an. Mit 937,46 Punkten setzten sich die Schweden deutlich gegen ihre Konkurrenten durch: Die Dänen erzielten 898,84 Punkte und belegten damit vor den drittplatzierten Norwegern mit 857,21 Punkten den zweiten Platz.
Carlberg gewann zusammen mit Per Bertilsson, Boo Kullberg, Nils Granfelt, Curt Hartzell, Oswald Holmberg, Anders Hylander, Axel Janse, Sven Landberg, Per Nilsson, Benkt Norelius, Axel Norling, Daniel Norling, Sven Rosén, Nils Silfverskiöld, Carl Silfverstrand, John Sörenson, Yngve Stiernspetz, Karl-Erik Svensson, Karl Johan Svensson, Knut Torell, Edward Wennerholm, Claës-Axel Wersäll und David Wiman die Goldmedaille und wurde somit Olympiasieger.

## Politische Tätigkeiten
Carlberg war ein Nationalsozialist. 1928 gründete er den Gymniska Förbundet, den Vorläufer der antisemitischen Samfundet Manhem. Während des Zweiten Weltkriegs half er bei der Erstellung sogenannter Judenlisten. 1958 wurde er wegen Verbreitung antisemitischer Schriften an Stockholmer Universitäten zu einer Geldstrafe von 15.000 SOK verurteilt.